# Port lotniczy Makoua
Port lotniczy Makoua – port lotniczy położony w Makoua, w Republice Konga.